# تقنية (مركبة)

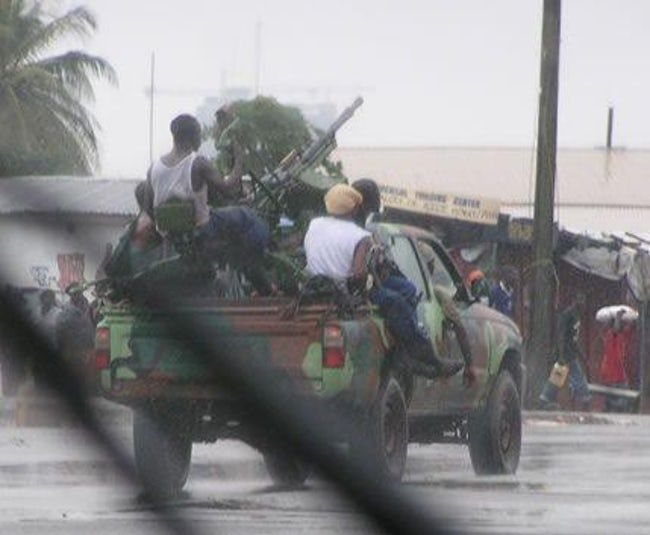
صورة ل تويوتا هايلوكس بيك اب (التقنية) في ليبيريا ويضهر عليها رشاش من عيار 14.5 ملم

التقنية أو بيك أب مسلح هو مركبة مشاة قتالية من النوع المرتجل، تكون مدنية بالأساس لكن يتم تعديلها لكي تصبح عسكرية ولتوفير قدرات هجوية مماثلة ووضع عليها بندقية عسكرية أو سلاح ثقيل، وهي عادة ما تكون على شكل شاحنة صغيرة مدنية ذو دفع رباعي ويركب عليها مدفع رشاش، أو مدفع مضاد للطائرات، أو سلاح مضاد لدبابات، وغيرها من اشكال الدعم.
مثل هذه السيارة نشات في الصومال في اوائل عام 1990, ومنعت من جلب الأمن الخاص، استأجرت المنظمات غير الحكومية مسلحين محليين لحماية موظفيها، وذلك باستخدام المال الذي يعرف بأنه «منح المساعدة التقنية», في نهاية المطاف على المدى توسيعها لتشمل أي سيارة تقل مسلحين.
تنتشر بين الجيوش الغير نظامية وان هذه المركبة هي رمز أهم من السلطة في جنوب الصومال، ولا تستخدم العربات هذه عادة من قبل الجيوش الممولة جيدآ التي تكون قادرة على شراء المركبات القتالية المخصص لهذا الغرض، وذلك لان السيارات المدنية غير المصفحة لا توفر حماية جيدة للغاية لطواقمها والركاب.
الإيجابي في هذه العربة هي سرعة النقل فضلآ عن ضرب من اتجاهات غير متوقعة مع نيران الاسلحة الألية ونشر القوات الخفيفة، ولكن هي لا تستطيع مواجهة المركبات الثقيلة، مثل الدبابات، وتعاني من خسائر كبيرة ضدهم عادة.

## التاريخ

### حرب تويوتا
في عام 1987 نشبت حرب بين ليبيا وتشاد سميت بحرب تويوتا اوقعت خسائر لدى الجيش اليبي تبلغ 7 الاف جندي والتشاد الف جندي، وانتهت الحرب بفوز تشاد>

### الحرب الاهلية الصومالية
لعبت العربات دورا هاما في عام 1990 ابان الحرب الأهلية الصومالية والحرب في الصومال (2006-2009). بعد سقوط نظام سياد بري وانهيار الجيش الوطني الصومالي (SNA)، كان من النادر لأي قوة الصومالية في الحقل عربات القتال المدرعة الثقيلة. ومع ذلك، كانت العربات شائعة جدا.
استخدم زعيم فصيل صومالي محمد فرح عيديدالعربات جنبا إلى جنب مع قوة من 600 ميليشيا لالتقاط بيدوا في سبتمبر 1995, بعد أن قتل في معارك قبلية في عام 1996، أجريت جثته إلى جنازته على سيارة بيك اب تويوتا.

## انظر ايضآ
- كارير العالمية
- هينو للسيارات
- ميتسوبيشي تريتون
- تويوتا هايلوكس
- حرب تويوتا

## وصلات خارجية
- Somali Technicals and AFV Photos
- A World of Dust
- Road Warrior Journeyman Pictures, 1 September 1995; 50 minute documentary regarding technicals of Mogadishu